# 無為州
無為州，元代設置的州。
屬廬州路。《元史·地理志二》：「無為州：唐初隸光州。宋始以城口鎮置無為軍，思與天下安於無事，取『無為而治』之意以名之。至元十四年（1277年）升為無為路。二十八年（1291年），降為州，罷巢州為縣以屬焉。領3縣：無為縣、廬江縣、巢縣。清代屬廬州府。